# Patrick Cavelan
Patrick Cavelan (24 novembre 1976) è un allenatore di calcio francese.

## Carriera
Ha allenato la Nazionale martinicana dal 16 settembre 2011 al 23 luglio 2013. Ha guidato la Nazionale martinicana nella Gold Cup 2013.